# موندی
موندی (انگلیسی: Mondi) شرکت بسته‌بندی بریتانیایی است، که در سال ۱۹۶۷ تأسیس شد.